# سيرك عمار

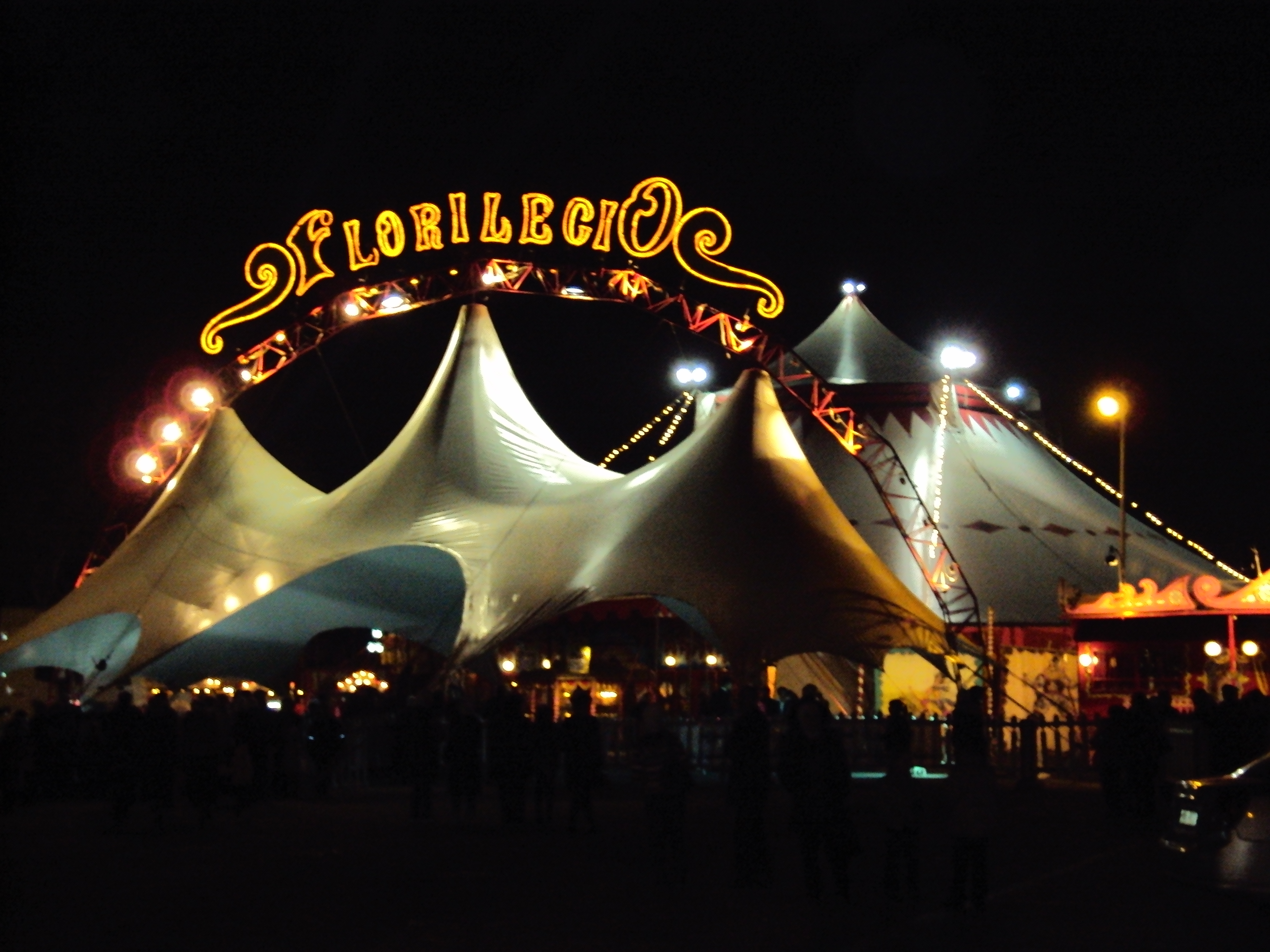
سيرك عمار في الجزائر

سيرك عمار هو أول سيرك جزائري أفريقي تأسس عام 1924 على يد أحمد بن عمار القايد.

## تاريخ
أولى العروض في الجزائر هي أعمال أحمد بن عمار القايد المولود في برج بوعريريج عام 1860. بعد بدايته في الجزائر، أحمد بن عمار يقدم عرضه في العاصمة الفرنسية، سعيًا لإكمال برنامجه من خلال تقديم حيوانات برية، التقى وتزوج ماري غابرييل بونفو، التي أدارت مع شقيقه "Ménagerie lozérienne" في ميندي منذ عام 1887.

## روابط خارجية
- Histoire du Cirque Amar - Oran memoire